# Steckplatine

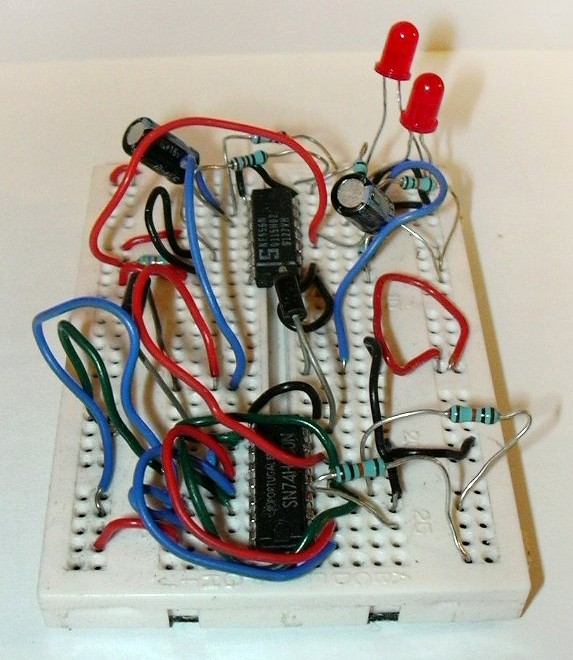
Eine Steckplatine mit einem Schaltungsaufbau

Eine Steckplatine (englisch breadboard), auch „Steckbrett“, „Steckboard“ oder „Protoboard“, dient der mechanischen Befestigung und der elektrischen Verbindung von elektronischen Bauteilen für Versuchsschaltungen und Experimente.
Der englische Begriff englisch Breadboard (dt. Brotschneidebrett) leitet sich daraus ab, dass elektronische Schaltungen früher gerne auf Holzbrettern aufgebaut wurden. Dabei kamen zum Teil Reißnägel zum Einsatz, um Verbindungsdrähte zu fixieren oder Bauteile darauf aufzulöten.

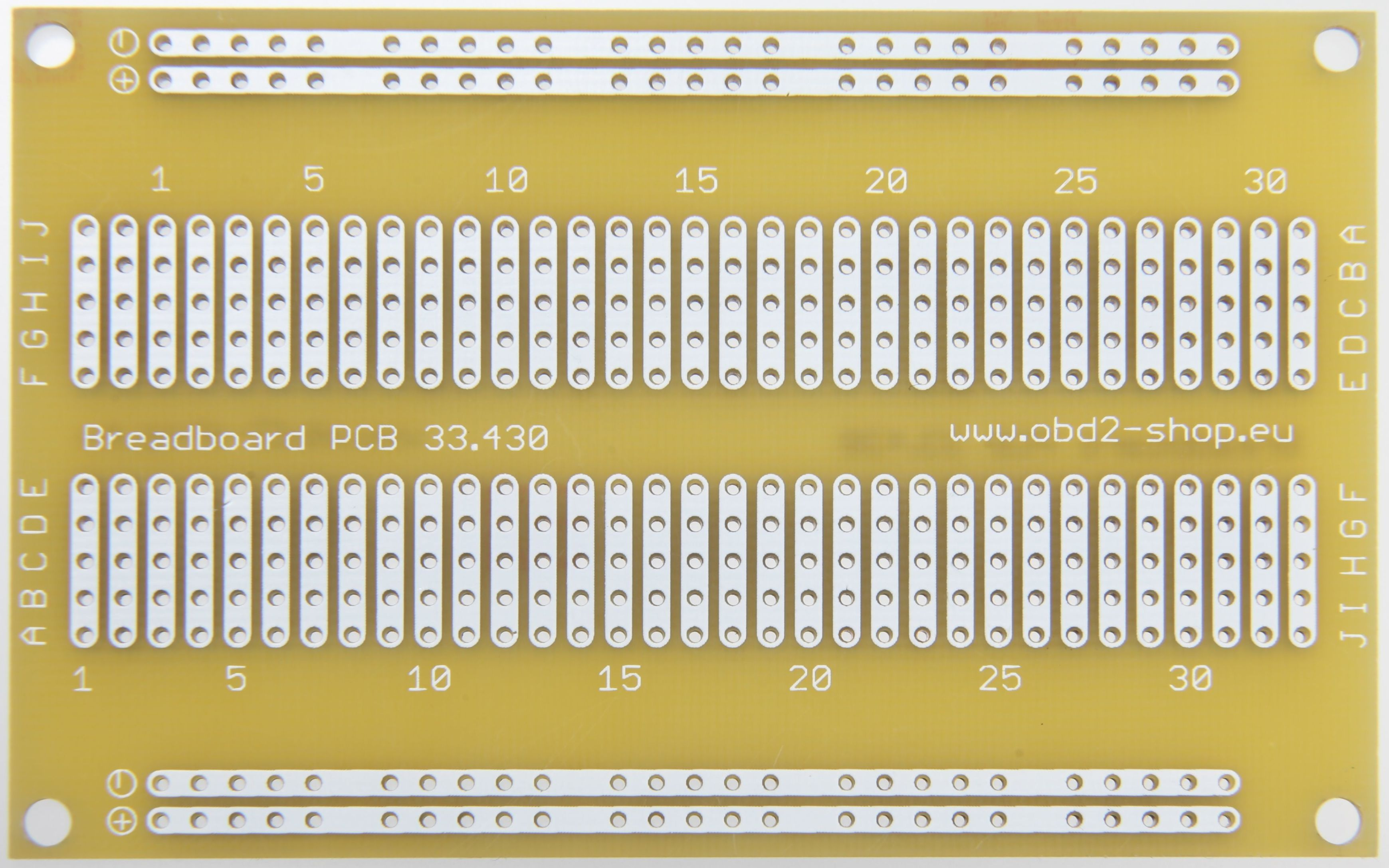
Leiterplatte mit identischer Anordnung der Leiterbahnen und Verbindungen, um einen Aufbau vom Breadboard direkt auf einer Platine durch Löten dauerhaft umzusetzen

Im Gegensatz zu Leiterplatten werden bei Steckplatinen die Bauteile nicht gelötet, sondern in Federkontakte gesteckt. Dadurch kann die Schaltung durch einfaches Umstecken geändert werden. Steckplatinen werden häufig im Hobbybereich und teilweise auch in Schulen/Ausbildung verwendet, da der Aufbau schnell vonstattengeht und kein Löten erforderlich ist. In Elektronik-Experimentierkästen werden meistens ähnliche Stecksysteme benutzt.
Eine Alternative zur Steckplatine sind Lochrasterplatinen, auf denen elektrische Schaltungen flexibel aufgelötet werden können.

## Typische Spezifikationen

Anordnung der Kontakte

Eine Steckplatine besteht meist aus einer Kunststoffplatte, in der sich eine Vielzahl von vernickelten Kontaktfedern befinden. Diese können jedoch auch verzinnt oder vergoldet sein. Der Abstand zwischen den Kontaktfedern beträgt in der Regel 0,1 inch (2,54 mm) und entspricht damit dem Rastermaß von DIL-Gehäuse, so dass integrierte Schaltungen (ICs) in diesem Chipgehäuse direkt auf die Steckplatine aufgesteckt werden können. Die maximale Strombelastbarkeit der Kontaktfedern beträgt typischerweise 1 Ampere, der zulässige Durchmesser der Bauteileanschlüsse 0,3 bis 0,8 mm (entsprechend AWG 20–28). Die meisten Steckplatinen sind 8,5 mm hoch.
Üblicherweise sind die Kontakte in zwei sich gegenüberliegenden parallelen Reihen à 5 Steckplätzen angeordnet. Der Abstand zwischen den beiden Reihen beträgt 7,62 mm (0,3 inch). Am Rand verlaufen häufig ein oder zwei Querreihen mit Kontakten. Diese sind zwar in 5er-Gruppen angeordnet, aber alle miteinander verbunden. Erst bei längeren Boards sind die Querreihen meistens auf halber Länge unterbrochen. Diese Querverbindungen werden meistens dazu benutzt, um Versorgungsspannung und Masse zu verteilen.

### Varianten
Die Tabelle zeigt handelsübliche Varianten. Eine einheitliche Typenbezeichnung gibt es nicht – lediglich verbreitete Namen.
| Typ           | Maße in mm | Maße in mm | Anzahl             | Anzahl          | Anzahl                   | Besonderheiten | Bild |
| Typ           | Länge      | Breite     | Pins Mittelbereich | Pins Versorgung | 2×5-Reihen Mittelbereich | Besonderheiten | Bild |
| ------------- | ---------- | ---------- | ------------------ | --------------- | ------------------------ | --- | --- |
| EB03-2P       | 165        | 11         | 0                  | 2 × 50          | 0                        | Reine Versorgungsleiste als Ergänzung, 2 Reihen (rot/blau), auf halber Länge unterbrochen | Bild gesucht Die Wikipedia wünscht sich an dieser Stelle ein Bild. Weitere Infos zum Motiv findest du vielleicht auf der Diskussionsseite . Falls du dabei helfen möchtest, erklärt die Anleitung , wie das geht. |
| EB03-1S       | 165        | 35         | 630                | 0               | 63                       | Nur Mittelbereich ohne Versorgungsleiste (andockbar) | |
| EB03-1S1P     | 165        | 45         | 630                | 2 × 50          | 63                       | Mittelbereich mit einer Versorgungsleiste | |
| EB03          | 165        | 54         | 630                | 4 × 50          | 63                       | Mittelbereich mit zwei Versorgungsleisten die auf der halben Länge unterbrochen sind. Die Pins der Versorgungsleisten sind um den halben Pinabstand (1,27 mm) zu denen im Mittelbereich versetzt. Ähnlich dem Modell MB-102. Quasi-Standard-Größe                                               | |
| EB05          | 174        | 66         | 640                | 4 × 50          | 64                       | Die Pins der Versorgungsleisten sind parallel zu denen im Mittelbereich | |
| EB04          | 174        | 66         | 640                | 4 × 50          | 64                       | Die Pins der Versorgungsleisten sind parallel zu denen im Mittelbereich, ohne (farbigen) Aufdruck. | |
| EB04-2P       | 174        | 15         | 0                  | 4 × 50          | 0                        | Reine Versorgungsleiste, ohne (farbigen) Aufdruck | |
| EB04-1S       | 174        | 42         | 640                | 0               | 64                       | Nur Mittelbereich ohne Versorgungsleiste, ohne (farbigen) Aufdruck | |
| EB04-1S1P     | 174        | 55         | 640                | 2 × 50          | 64                       | Mittelbereich mit einer Versorgungsleiste | |
| EB02-2P       | 82         | 95         | 0                  | 2 × 25          | 0                        | Reine Versorgungsleiste als Ergänzung, 2 Reihen (rot/blau) | |
| EB02          | 82         | 55         | 300                | 4 × 25          | 30                       | Mittelbereich mit zwei Versorgungsleisten. Die Pins der Versorgungsleisten sind um den halben Pinabstand (1,27 mm) zu denen im Mittelbereich versetzt. Halbe-Standard-Größe | |
| EB06 BB-301   | 84         | 45         | 230                | 2 × 20          | 23                       | Mittelbereich mit je einer einreihigen, durchgängigen Versorgungsleiste, die Pins der Versorgungsleisten sind parallel zu denen im Mittelbereich, ohne (farbigen) Aufdruck, die Versorgungsleisten sind nicht separierbar, 4 Befestigungslöcher, Andocksystem: Rastnasen                        | |
| EB01 SYB-170  | 45         | 35         | 170                | 0               | 17                       | Nur Mittelbereich, in diversen Farben verfügbar, alternativer Name: „Mini“ | |
| EB08 SYB-46   | 90         | 52         | 230                | 2 × 20          | 23                       | Mittelbereich mit je einer einreihigen, durchgängigen Versorgungsleiste, die Pins der Versorgungsleisten sind parallel zu denen im Mittelbereich, ohne (farbigen) Aufdruck, die Versorgungsleisten sind nicht separierbar, 4 Befestigungslöcher, Andocksystem: Nut/Feder, etwas größer als EB06 | |
| EB07 SYB-120P | 177        | 46         | 600                | 2 × 50          | 60                       | Mittelbereich mit je einer einreihigen, durchgängigen Versorgungsleiste, die Pins der Versorgungsleisten sind parallel zu denen im Mittelbereich, ohne (farbigen) Aufdruck, die Versorgungsleisten sind nicht separierbar, 4 Befestigungslöcher, nicht anreihbar                                | |
| XF-25         |            |            | 50                 | 0               | 5                        | „Ultra-Mini“, 2 Noppen am Boden kompatibel zu Lego, in diversen Farben verfügbar, nicht anreihbar | |
| MB-102        | 165        | 85         | 630                | 4 × 50          | 63                       | Mittelbereich mit zwei durchgängigen Versorgungsleisten. Die Pins der Versorgungsleisten sind um den halben Pinabstand (1,27 mm) zu denen im Mittelbereich versetzt. Ähnlich dem Modell EB03 | |

## Verbindungsleitungen

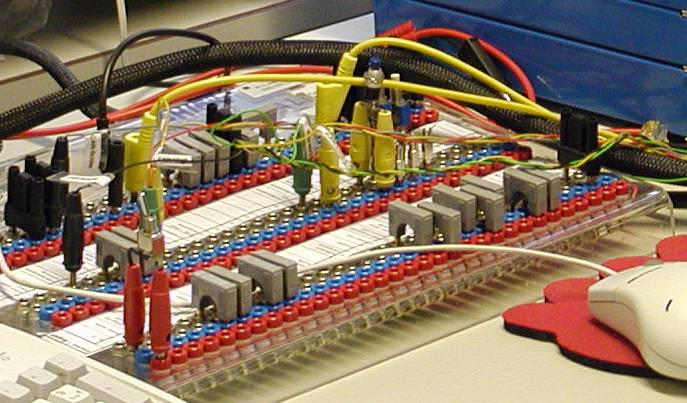
Steckbrett mit Kurzschlusssteckern in einem Testaufbau

Die Verbindung zwischen den verschiedenen elektrischen Netzen wird durch die bedrahteten Bauelemente selbst hergestellt. Reicht das nicht aus, weil beispielsweise weitere Strecken auf dem Steckboard überbrückt werden müssen, können Verbindungen mittels Leitungen hergestellt werden. Zum Verschalten eignen sich massive Drähte, flexible Drähte (Litzen) können nicht in die Kontakte gesteckt werden. Aus handelsüblichen isolierten Drähten können diese Verbindungsleitungen leicht selbst hergestellt werden. Bei blanken Drähten besteht das Risiko von Kurzschlüssen im Schaltungsaufbau, wenn sich zwei Drähte berühren.
Wenn trotzdem flexible Leitungen zum Aufbau verwendet werden müssen, ist es empfehlenswert, einen Kontaktstift an die Leitung anzulöten.
Werden blanke Kupferdrähte ohne weitere Oberflächenbehandlung verwendet, besteht das Risiko, dass es im Laufe der Zeit zu Korrosion (Bildung von Kupferoxid) kommt. Mit zunehmender Schichtdicke nimmt der elektrische Übergangswiderstand zwischen der Kontaktklemme und dem Draht zu. In ungünstigen Fällen kann das zum Nichtfunktionieren der Schaltung führen. Werden dagegen verzinnte Kupferdrähte verwendet, tritt dieser Effekt nicht auf.

## Verwendung von SMD-Bauelementen

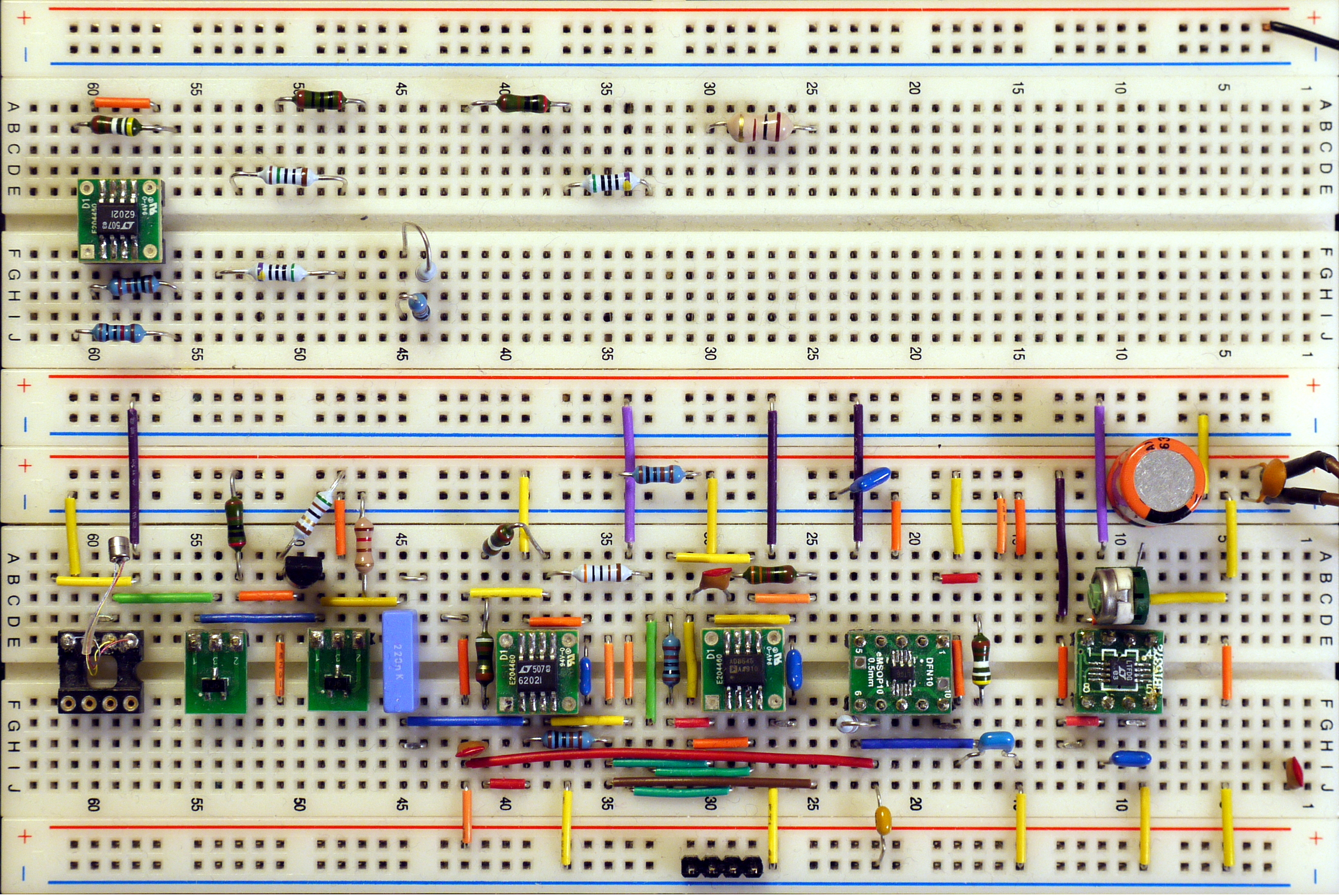
Prototyp eines Ultraschallmikrophon-Vorverstärkers. Mehrere ausschließlich als SMD erhältliche Bauelemente wurden auf SIP- (JFET) bzw. DIL-Adapterboards (OpAmps, Spannungsreferenz) gelötet.

Für SMD-Bauteile gibt es handelsüblich spezielle Adapterplatinen. Diese besitzen Lötpads für die SMD-Bauelemente und zusätzliche Lötanschlüsse mit Bohrungen für Kontaktstifte. Diese können dann in die Kontaktfedern der Steckplatine gesteckt werden.

## Einschränkungen
Aufgrund parasitärer Kapazitäten und relativ hoher, nicht reproduzierbarer Übergangswiderstände an den Kontaktfedern ist der Einsatzbereich von Steckplatinen auf kleinere Schaltungen mit niedrigen Frequenzen (typischerweise <10 MHz) begrenzt.
Schaltungen mit einer größeren Anzahl von Bauteilen werden durch die hohe Anzahl der nötigen Steckbrücken schnell unübersichtlich.
Auf einer Steckplatine können nur bedrahtete Bauteile und ICs in DIL-Gehäusen verwendet werden. Die Verwendung von SMD-Bauteilen oder ICs mit anderen Gehäuseformen ist nur mit Adaptern möglich. Bei Versuchsaufbauten mit höheren Spannungen ist zu beachten, dass es zwischen benachbarten Kontaktreihen zu keinem Spannungsüberschlag kommt. Das Gleiche gilt für Bauelemente und Leitungen in der Freiluftverdrahtung. Ebenso ist der Maximalstrom pro Kontaktstelle begrenzt. Die Wärmeabfuhr ist gegenüber Aufbauten mit Leiterplatten bei Steckplatinen sehr gering, was lokal zu einer deutlichen Zunahme der Bauelementtemperatur führen kann.

## Optische Experimentierplatten

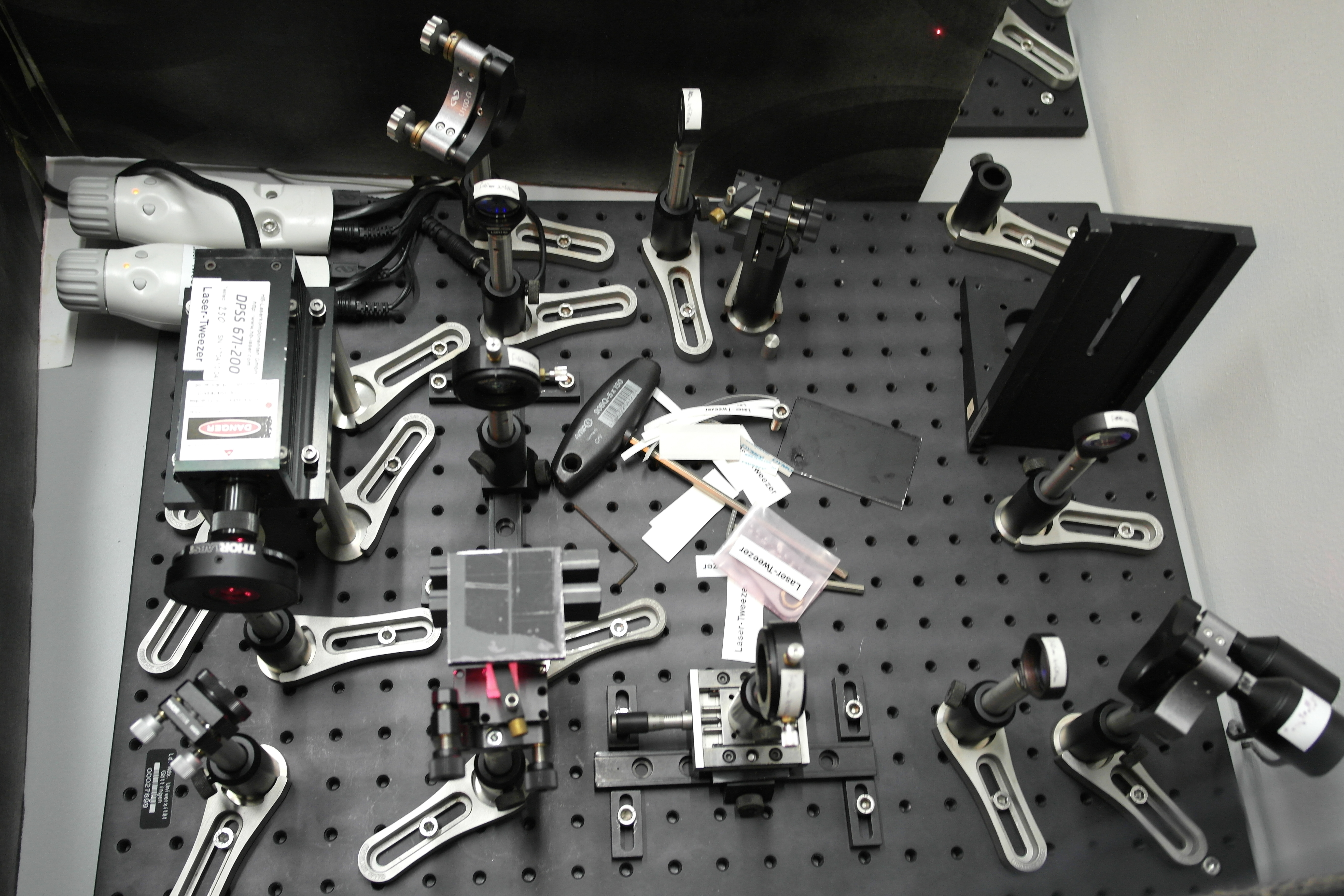
Optisches Breadboard mit Aufbau für eine Laserpinzette

Im Bereich der Optik bezeichnet der Begriff breadboard eine Platte, oft mit einem Raster aus Gewindebohrungen, auf dem optische Experimente aufgebaut und durchgeführt werden. Solche Breadboards werden aus Aluminium, Stahl oder Stein hergestellt. Bei hoher Erschütterungsempfindlichkeit ist häufig noch eine externe Schwingungsdämpfung vorhanden.
Optische Aufbauten erfordern hohe Steifigkeit und thermische Stabilität der Planizität der Platte; das wird teilweise durch die Verwendung von Invar-Stahl sowie eine Sandwich-Bauweise solcher Platten erreicht.
Für sehr große Aufbauten werden statt Breadboards die größeren optischen Tische verwendet, die im Normalfall auch eine Schwingungsdämpfung integriert haben.